# No Place to Hide
No Place to Hide — первый сингл американской ню-метал-группы Korn с их второго альбома, Life Is Peachy. Песня начинается с вступления на бас-гитаре и содержит пронзительные гитары и ударные в стиле фанк.

## Успешность
Считается[кем?], что это первая песня Korn, которая привлекла внимание MTV и получила трансляцию в эфире, особенно в Великобритании. Хотя на песню не был снят видеоклип, на MTV смонтировали самодельное видео из отрывков видео Who Then Now? и предыдущих видеоклипов группы.
Сингл был номинирован на «Грэмми» в категории «Лучшее метал-исполнение» в 1998. Это стало второй номинацией Korn в этой категории.

## Возможное значение песни
Существует несколько версий о значении «No Place to Hide». По одной из версий в песне говорится о том, что пока Джонатан Дэвис выставляет на показ свои болезненные воспоминания, у него нет ни секретов, ни комфортного места. Он чувствует себя изнасилованным, потому что Korn становятся очередными знаменитостями и массмедиа получают власть над ним, вытягивая его душу. Эта тема продолжается в песне «Freak on a Leash», где Дэвис поёт о том, что чувствует себя используемым индустрией развлечений для заработка денег.

## Список композиций
CD 1:
1. «No Place to Hide» (альбомная версия) — 3:31
2. «Sean Olson» — 4:45
3. «Proud» (ранее не выходившая) — 3:14

CD 2:
1. «No Place to Hide» (альбомная версия) — 3:31
2. «Shoots and Ladders» (индустриальный ремикс Dust Brothers) — 3:50
3. «Shoots and Ladders» (хип-хоп ремикс Dust Brothers) — 4:07

CD 3:
1. «No Place to Hide» (альбомная версия) — 3:31